# Železniční nehoda u Bioče
Železniční nehoda u Bioče se stala 23. ledna 2006 nedaleko černohorské metropole Podgorice v tehdejším Srbsku a Černé Hoře. Při neštěstí zemřelo 45 lidí, z toho 5 dětí, a zraněných bylo 184 lidí. Jedná se o nejhorší železniční nehodu v dějinách Černé Hory.

## Popis události
Nehoda se stala u železniční stanice Bioče na železniční trati Bělehrad - Bar asi 10 km severně od Podgorice, kdy kolem 16:00 hodin osobní vlak s 250 cestujícími, který mířil z Bijelo Polje do Baru, vjel rychlostí okolo 150 km/h do asi 100metrové propasti řeky Morača.
Podle ministra vnitra Jusufa Kalamperoviće byla nehoda způsobena selháním brzd. Ministr dopravy Andrija Lompar a ředitel černohorských železnic Ranko Medenica po nehodě rezignovali. Strojvedoucí vlaku Slobodan Drobnjak byl po nehodě zatčen z důvodu ohrožení z nedbalosti.

## Vyšetřování
- 23. července 2006 bylo obžalováno 12 zaměstnanců černohorských železnic včetně strojvedoucího.
- V listopadu 2007 odsoudil soud strojvedoucího Slobodana Drobnjaka na 6 let odnětí svobody a ostatních 11 zaměstnanců bylo osvobozeno.